# Szendrei Judit
Czimer-Szendrei Judit (Miskolc, 1961. június 1. –) Debrecenben élő kortárs művész. Bélyegek változatos felhasználásával készíti képeit. Antal Péter műgyűjtő szerint „bélyegekkel fest”.

## Élete
Gyerekként gyűjtötte a bélyegeket. Első képét 2015-ben készítette, azért, hogy kislányával együtt dolgozzanak. Ezt azonnal meg is semmisítette, mert nem tetszett neki a végeredmény. A következőt képet szalvétatechnikával készítette kartonra, Virágkörök címmel. Mára azonban már több mint száz is elkészült, jelenleg[mikor?] 135-nél tart.

## Technika
A technika, amivel dolgozik, folyamatosan változik. Vizesbázisú ragasztóra és farostlemezre dolgozik. Kezdetben a bélyegeket egészben használta fel, sorban egymás mellé rakva őket. Ma már ollót is használ, és van, amikor az ív hátuljára nyomtat, ezzel maga állít elő egy speciális bélyeget.

## Kiállítások
Számos kiállításon vett részt. A Cirkusz című képe a tiranai királyi palotában, a Rózsafüzér királynője pedig Vatikán városban látható. A budapesti Bélyegmúzeumban megtekinthető a Taormina kicsit másképp című kép, a vásárosnaményi görögkatolikus közösségi házban pedig az Együtt Krisztussal című látható. Az Évára várva című alkotás bekerült a Hungarikonok gyűjteménybe. Kárpáti Tamás újságírótól, a Hungarikonok gyűjtemény ötletgazdájától és tulajdonosától kapott felkérést, hogy Ungár Anikó bűvésznő varázspálcáját, kötelét (belőle lett a kígyó), piros kendőjét (alma) és dedikált kártyalapjait felhasználva készítsen egy bélyegképet. 2022-ben az angliai Lutonban Stamp! címmel egy a munkásságát bemutató átfogó kiállítást rendeztek, amit Magyarország nagykövete nyitott meg.